# Cichisdziri
Cichisdziri – wieś w Gruzji, w Adżarii, w gminie Kobuleti. W 2014 roku liczyła 2472 mieszkańców.